# Вулиця Олега Григор'єва (Миколаїв)
Вулиця Олега Григор'єва у місті Миколаєві проходить від вулиці Галини Петрової до вул. Нікольської. Це одна з найкоротших вулиць міста. Вулиця носить ім'я заслуженого тренера УРСР з боксу, засновника школи боксу у Миколаєві Григор'єва Олега Прокоповича (1919-1998), який проживав у будинку номер 2Б на цій вулиці.   
Олег Прокопович Григор'єв - учасник Другої світової війни. Був в’язнем концентраційного табору. Після війни - голова федерації боксу, колегії суддів. Заслужений тренер УРСР. За 40 років роботи в ДЮСШ дав путівку в життя більш ніж 80-ти переможцям та призерам змагань різного рангу, 11-ти майстрам спорту СРСР. Засновник всесоюзного меморіалу по боксу пам’яті 68 моряків-десантників загону К.Ф.Ольшанського. На будинку номер 2Б по вул. Олега Григор'єва встановлено меморіальну дошку Олегу Прокоф’євичу Григор'єву.  
Колишня назва вулиці - вулиця Правди. 